# 송서규
송서규(宋瑞奎, 1933년 5월 11일 ~ 1967년 11월 6일)는 대한민국의 군인으로 한국 전쟁과 베트남 전쟁 당시 많은 활약을 펼치다가 전사했다.

## 생애
전라남도 제주군 서귀포면(현 제주도 서귀포시)에서 출생하여 지난날 한때 전라남도 제주군 대정면(현 제주도 서귀포 대정읍)에서 잠시 유아기를 보낸 적이 있고 그 후 전라남도 제주군 제주읍(현 제주도 제주시)에서 성장한 그는 제주도 제주고등농림학교를 졸업했다. 한국 전쟁이 일어나자 육군 갑종 간부 제7기로 육군 소위 임관한 뒤 참전하였고, 육군본부 직할 특수부대인 9172부대에서 작전장교, 중대장으로 전투에 참가하여 많은 공을 세웠다.
한국 전쟁이 휴전하자 미국으로 군사유학을 가서 미국 육군특수전학교에서 특수전교육을 이수했고 그 뒤 미육군 심리전학교에서 심리전교육도 이수하였다.
휴전 후 육군 20사단, 제1공수특전단, 육군본부에서 근무하였다. 그리고 자기개발을 위하여 단국대학교 정치외교학과에서 공부를 하기도 하였다. 1961년 국가재건최고회의 혁명검찰부에 파견근무를 하고 대한민국 육군포병학교 고등군사반에 입교하여 우수한 성적으로 졸업 후 다시 대한민국 육군기갑학교 고등군사반을 거쳐 대한민국 대한민국 육군정훈학교 고등군사반에도 입교하여 모두 수석으로 졸업한 우수한 장교였다.
이후 육군 제1공수특전단에서 계속 근무하다가 베트남 전쟁에 파병되어 1966년 9월 20일 육군 백마부대 제29연대 제2대대장으로 근무하였다.
1967년 11월 6일 귀국을 2일 남겨놓고 닌호아에서 월맹군이 침투하자 이를 소탕하기 위하여 투입되었다. 제6중대가 적과의 교전에서 중대장이 부상하고 소대장이 전사하자 헬리콥터에서 지상으로 직접 랜딩한 후 제6중대를 직접 진두 지휘하며 전투를 벌이다가 농가에서 숨어 사격하던 베트콩을 발견해 2명을 사살하였으나 잔적 1명의 총탄에 가슴을 맞고 전사하였다.
사후 태극무공훈장이 추서되었으며, 2007년 1월의 호국인물로 선정되었다.

## 학력
- 1952년 제주농업고등학교 졸업
- 1953년 대한민국 육군보병학교 졸업
- 1954년 미국 육군특수전학교 졸업
- 1955년 미국 육군보병학교 졸업
- 1956년 대한민국 육군고급부관학교 졸업
- 1960년 단국대학교 정치외교학 학사
- 1961년 대한민국 육군포병학교 졸업
- 1962년 대한민국 육군기갑학교 졸업
- 1962년 대한민국 육군공병학교 졸업
- 1963년 대한민국 육군정훈학교 졸업
- 1965년 대한민국 국방대학교 졸업

## 같이 보기
- 베트남 전쟁(월남전)
- 소대전술훈련
- 육군보병학교
- 채명신
- 김백일(김찬규)
- 이인호
- 이원등
- 강재구
- 지덕칠